# مهدی کیانی (بازیکن فوتبال، زاده ۱۳۶۵)
مهدی کیانی (زادهٔ ۲۰ دی ۱۳۶۵ در نهاوند) بازیکن فوتبال اهل ایران است که در پست هافبک دفاعی  بازی می‌کند.

## دوران باشگاهی
مهدی کیانی یکی از ۳ بازیکن تاریخ باشگاه تراکتور است که سابقه بیش از ده سال عضویت در تیم را دارد. پیش از کیانی، تنها علیرضا پژمان و ناصر ساعی سابقهٔ یک دهه بازی در تیم تراکتور تبریز را داشته‌اند. کیانی از فصل ۸۸–۱۳۸۷ لیگ آزادگان که به همراه تراکتور به لیگ برتر صعود کرد، تا سال ۱۳۹۷ در تراکتور حضور داشته‌است و از این رو یکی از با سابقه‌ترین و محبوب‌ترین بازیکنان تاریخ تراکتور به حساب می‌آید. او نیم فصل اول لیگ ۹۵–۱۳۹۴ را در گسترش فولاد حضور داشت و سپس به تراکتور بازگشت. وی در خرداد ۱۳۹۷ به تیم سپاهان اصفهان پیوست.
مهدی کیانی در نقل و انتقالات نیم فصل لیگ بیستم به تیم مس رفسنجان پیوست و پس از حضور کوتاه در تیم مس رفسنجان در پنجره نقل‌وانتقالات زمستانی لیگ بیست و یکم دوباره به تراکتور بازگشت.
این بازیکن در نقل و انتقالات زمستانی فصل ۱۴۰۳-۱۴۰۴ به تیم مس کرمان در لیگ آزادگان پیوست.

## شیوه بازی
مهدی کیانی، در پست هافبک دفاعی بازی می‌کند. شیوهٔ بازی او بر مبنای تخریب بازی حریف با اجرای پرس و ایجاد ریتم در تیم خودی است.

## حواشی
مهدی کیانی در برهه‌ای به‌خاطر اختلافی که با امیر قلعه‌نویی سرمربی وقت تراکتورسازی داشت از تیم اخراج شد که قلعه نویی دلیل آن را مخالفت با بازیکن‌سالاری و باج ندادن به بازیکن اعلام کرد و گفت: «متأسفانه بازیکنان ما هنوز نمی‌دانند که باید تفکر حرفه‌ای داشته باشند و در هر شرایطی به تصمیمات مربیان خود احترام بگذارند و من هم نمی‌توانم با چنین بازیکنانی کنار بیایم. از همین رو کیانی را به باشگاه واگذار کردم و او حق حضور در تمرینات ما را ندارد چون بی‌انضباطی کرده‌است». او به مدت ۱۶ هفته به کیانی اجازهٔ تمرین نداد و از مدیریت تیم‌هایی که سعی در جذب کیانی در دوران محرومیتش داشتند، انتقاد کرد.

## افتخارات

### باشگاهی
- لیگ برتر
- نایب قهرمانی لیگ برتر فوتبال ایران ۹۱–۱۳۹۰ به همراه تیم تراکتور
- نایب قهرمانی لیگ برتر فوتبال ایران ۹۲–۱۳۹۱ به همراه تیم تراکتور
- نایب قهرمانی لیگ برتر فوتبال ایران ۹۴–۱۳۹۳ به همراه تیم تراکتور
- نایب قهرمانی در لیگ برتر فوتبال ایران ۹۸–۱۳۹۷ به همراه تیم سپاهان
- جام حذفی
- قهرمانی جام حذفی ۹۳–۱۳۹۲ به همراه تیم تراکتور
- لیگ آزادگان
- قهرمانی لیگ آزادگان ۸۸–۱۳۸۷ به همراه تیم تراکتور
- قهرمانی لیگ آزادگان ۰۳–۱۴۰۲ به همراه تیم خیبر